# Epepeotes diversus
Epepeotes diversus är en skalbaggsart som beskrevs av Francis Polkinghorne Pascoe 1866. Epepeotes diversus ingår i släktet Epepeotes och familjen långhorningar. Inga underarter finns listade i Catalogue of Life.